# Mottama
Mottama (alternativt Moke Ta Ma, förr Martaban) är en ort i Myanmar. Den ligger i delstaten Mon, i den södra delen av landet, 400 km söder om huvudstaden Naypyidaw. Mottama ligger 27 meter över havet och folkmängden uppgår till lite mer än 20 000 invånare. Mottama utgör en administrativ enhet med namnet Moke Ta Ma.

## Geografi
Terrängen runt Mottama är platt. Runt Mottama är det mycket tätbefolkat, med 3 369 invånare per kvadratkilometer. Närmaste större samhälle är Mawlamyine, cirka 4 km söder om Mottama. Omgivningarna runt Mottama är en mosaik av jordbruksmark och naturlig växtlighet.

## Klimat
Tropiskt monsunklimat råder i trakten. Årsmedeltemperaturen i trakten är 23 °C. Den varmaste månaden är april, då medeltemperaturen är 28 °C, och den kallaste är juli, med 21 °C. Genomsnittlig årsnederbörd är 4 284 millimeter. Den regnigaste månaden är augusti, med i genomsnitt 1 042 mm nederbörd, och den torraste är december, med 4 mm nederbörd.